# Bottiglia di Bass, clarinetto, chitarra, violino, giornale, asso di fiori
Bottiglia di Bass, clarinetto, chitarra, violino, giornale, asso di fiori è un'opera realizzata nel 1914 dal pittore spagnolo Pablo Picasso.
Quest'opera è realizzata con olio su tela e misura cm 81x75. È conservata a Parigi, al Centre Pompidou.